# Jochem Swartenhondt

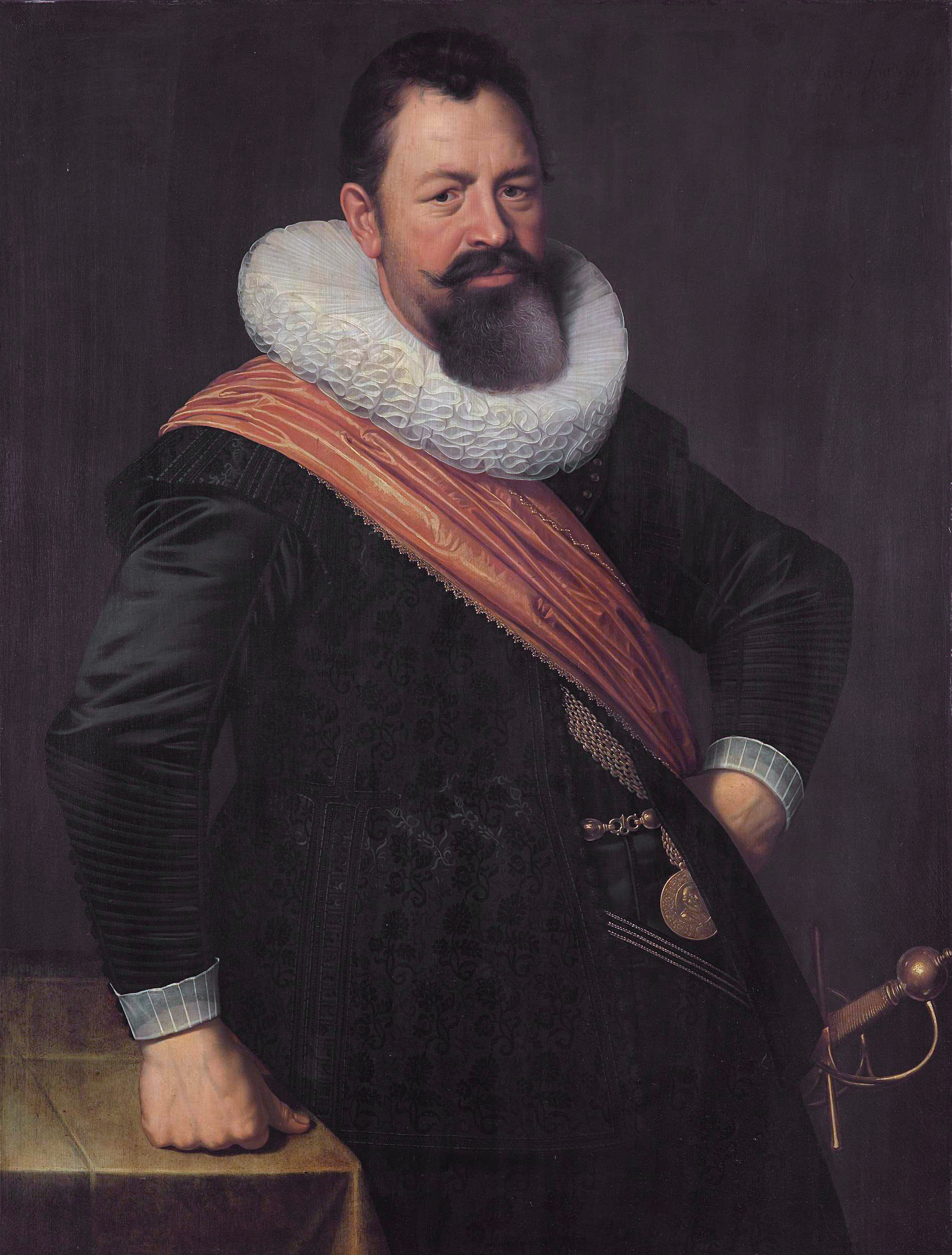
Jochem Hendricksz Swartenhont (1566-1627) (Nicolaes Eliasz. Pickenoy, 1627)

Jochem Hendrikszoon Swartenhondt (Amsterdam 1566 - aldaar, 5 juni 1627) was een Nederlands admiraal. Zijn voornaam wordt ook gegeven als Joachim.

## Vroege jaren
De afkomst van Jochem Swartenhondt is duister; de familienamen — zo men die al had — van zijn ouders zijn niet meer bekend; zijn vader heette kennelijk Hendrik. We weten alleen dat hij op elfjarige leeftijd een wees was en dat zijn naam "Swartenhondt" is afgeleid van een gelijknamig huis aan de Amsterdamse Zeedijk waar hij geboren zou zijn.
Jochem ging in 1577 naar zee als kajuitsjongen bij de koopvaart. Rond 1586 werd hij als matroos door de Spanjaarden gevangengenomen en galeislaaf gemaakt in het Middellandse Zeegebied. Zoals vaker gebeurde — men had een structureel tekort aan geoefende geschutsbemanningen — werd hij kort daarop als artillerist in dienst genomen en tewerkgesteld in het fort van San Lucar. In 1587 nam Swartenhondt echter de benen; datzelfde jaar verscheen hij bij de Admiraliteit van Zeeland met het verhaal dat hij informatie kon verschaffen over de Spaanse Armada die toen in voorbereiding was. Hij werd bij die admiraliteit in dienst genomen.

## Carrière bij het leger en de marine
In 1588 liet Swartenhondt zich echter inhuren door het leger van Maurits van Oranje; hij bleef daar tot zeker 1592 en promoveerde tot onderofficier. In 1595 monsterde hij aan bij de Admiraliteit van Amsterdam als stuurman. In 1596 werd hij luitenant-ter-zee als beloning voor het feit dat hij in de Golf van Biskaje in zijn eentje — zij het onbedoeld: het Nederlandse schip dreef meteen weer af — een klein Spaans kaperschip enterde, het roer overnam en de kapitein tot overgave dwong. Swartenhondt was een man van zeer indrukwekkend postuur. In 1597 werd hij kapitein en deed mee aan de blokkade van Duinkerken. In 1599 werd hij ingezet bij de expeditie van viceadmiraal Pieter van der Does tegen de Canarische Eilanden. In januari 1600 keerde hij weer terug. In 1602 behoorde hij tot de vloot van viceadmiraal Jacob van Wassenaer Duivenvoorde die zes schepen van de Spaanse suikervloot prijsmaakte.
In 1603 wordt Swartenhondt vermeld als viceadmiraal, tot welke rang hij wellicht al in 1602 bevorderd was, in een expeditie van admiraal Paulus van Caerden naar Brazilië. Zijn vlaggenschip is dan de Hollandsche Tuyn. In 1604 keerde de vloot weer terug en in 1605 werd Swartenhondt, wellicht vanwege bezuinigingen of omdat hij overcompleet was, ontslag verleend. De benoeming was vermoedelijk alleen voor de expeditie bedoeld geweest; tussen 1599 en 1602 had Amsterdam helemaal geen viceadmiraal gehad.

## Herbergier en luitenant-admiraal
In 1606 kocht hij in Amsterdam de herberg De Prince van Orangien, hernoemde die tot De Swarten Hondt en ging samen met zijn tweede vrouw, Elisabeth Bas, als herbergier werken. Het etablissement was zeer succesvol en werd gefrequenteerd door de regenten en de adel. Swartenhondt werd ook brandmeester van Amsterdam.
Nadat viceadmiraal Cornelis Claesz voor de Admiraliteit van de Maze was gaan werken, zat Amsterdam weer zonder. Swartenhondt aanvaardde nu de aanstelling tot extra-ordinaris viceadmiraal, dat wil zeggen: zonder bezoldiging zolang hij niet daadwerkelijk een commando uitoefende. Door het Twaalfjarig Bestand ging hij in feite niet naar zee. Op 6 november 1620, na vijftien jaar aan wal te zijn geweest, werd Swartenhondt echter weer uitgezonden in een vloot onder admiraal Willem de Zoete tegen de Barbarijse Kapers. In september 1621 keerde de vloot weer terug. Januari 1622 was Swartenhondt benoemd tot extra-ordinaris luitenant-admiraal en ging, onder meer met kapitein Jacob van Steenbach, op konvooitocht naar de Middellandse Zee. Zijn schip was de Zeelandia, en omdat het bestand was afgelopen waren de Spanjaarden ditmaal de tegenstanders. Op 16 oktober werd zijn konvooi van 64 koopvaarders tijdens de Slag in de Straat van Gibraltar overvallen door twintig Spaanse schepen maar hij wist met slechts vier oorlogsbodems met steun van kapitein Jasper Liefhebber en viceadmiraal Laurens Alteras de Spaanse aanval af te slaan.
Swartenhondt werd bij thuiskomst als een held onthaald en gefêteerd door prins Maurits. Hij nam echter vrijwel meteen afscheid van de zeedienst. Een aanbod van zowel Denemarken als Zweden om als admiraal in dienst te treden, sloeg hij af. In 1625 werd hem nog verzocht om als viceadmiraal op de Noordzee te gaan kruisen, maar zijn eis nu wel vast betaald te worden en ook nog voor het traktement van driehonderd guldens de maand, zoals een luitenant-admiraal, vond men onoverkomelijk.
De schilder Nicolaes Eliasz. Pickenoy (1588-1655), die ook zijn dochter Maria portretteerde, heeft hem in 1627 geschilderd in vol ornaat met zijn militaire decoratie. Later dat jaar stierf hij en werd op 7 juni, zonder publieke belangstelling, voor acht gulden begraven in de Oude Kerk te Amsterdam.